# A Thousand Blows
A Thousand Blows, littéralement en français : Un millier de coups, est une série télévisée dramatique historique britannique créée par Steven Knight, auteur de la série télévisée Peaky Blinders. Elle a pour sujet le gang féminin des Forty Elephants, qui se heurte au monde interdit de la boxe à mains nues dans le Londres des années 1880. La première saison est diffusée le 21 février 2025 sur Disney+ à l'international et sur Hulu aux États-Unis.

## Synopsis
Située dans l'East End de Londres dans les années 1880, la série suit les Forty Elephants, un syndicat du crime entièrement féminin dirigé par Mary Carr, qui se spécialise dans le vol à l'étalage et les abus de confiance, et qui se heurte à Henry « Sugar » Goodson, l'empereur autoproclamé du monde illégal de la boxe à mains nues de l'East End. Par ailleurs, elle suit Hezekiah Moscow, un immigrant jamaïcain qui ambitionne de devenir dompteur de lions (en), et son meilleur ami Alec Munroe, qui luttent pour leur survie au contact des deux groupes,.

## Distribution
- Malachi Kirby (VF : Mike Fédée) : Hezekiah Moscow
- Stephen Graham (VF : Laurent Maurel) : Henry "Sugar" Goodson
- Erin Doherty (VF : Olivia Luccioni) : Mary Carr
- Francis Lovehall (en) (VF : Alex Fondja) : Alec Munroe
- Ziggy Heath (en) (VF : Gauthier Battoue) :  Peggy Bettinson
- Jason Tobin (VF : Adrien Larmande) : Lao
- Darci Shaw (en) : Alice Diamond (en)
- James Nelson-Joyce (en) (VF : Florian Wormser) : Edward « Treacle » Goodson
- Nadia Albina : Verity Ross
- Jemma Carlton (en) (VF : Aurore Saint-Martin) : Belle Downer
- Caoilfhionn Dunne (en) : Anne Glover
- Morgan Hilaire (VF : Justine Berger) : Esme Long
- Ruaridh Mollica (en) : Nicholas Graften
- Ella Lily Hyland (en) : Marianne Goodson
- Robert Glenister (VF : Michel Prud'homme) : Indigo Jeremy
- Susan Lynch : Jane Carr